# Grevillea amplexans
Grevillea amplexans är en tvåhjärtbladig växtart. Grevillea amplexans ingår i släktet Grevillea och familjen Proteaceae.

## Underarter
Arten delas in i följande underarter:
- G. a. adpressa
- G. a. amplexans
- G. a. semivestita